# Bahnhof Euskirchen
Der Bahnhof Euskirchen ist ein Knotenpunkt im regionalen Nahverkehr mit hohem Pendleraufkommen. Der Bahnhof liegt im Stadtzentrum von Euskirchen an der Alleestraße auf dem Pützberg. Der als Durchgangsbahnhof angelegte Bahnhof hat heute sechs Bahnsteiggleise, auf denen die Züge der Eifelstrecke (Köln–Euskirchen–Trier), der Voreifelbahn, der Erfttalbahn und der Bördebahn verkehren.

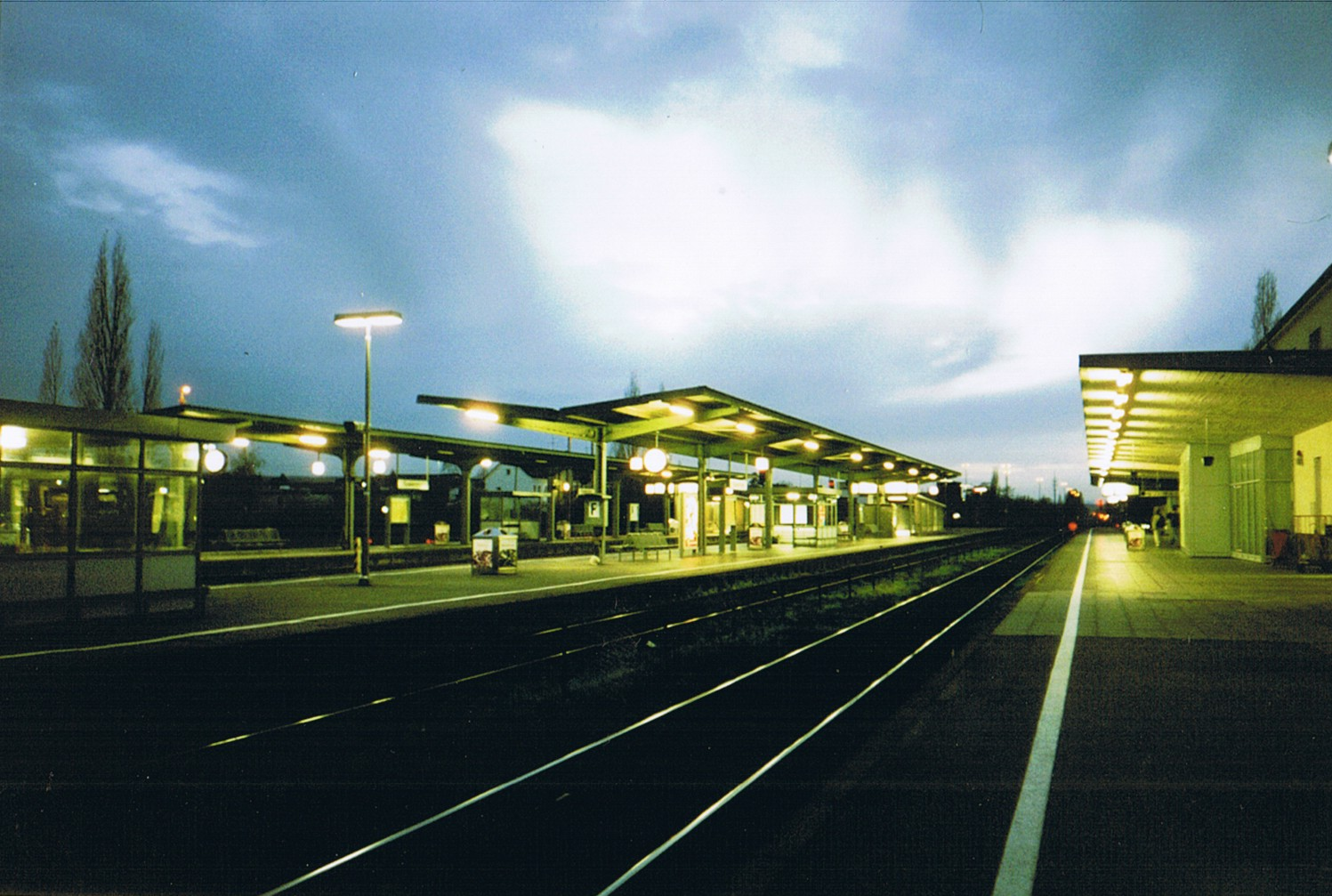
Bahnhof bei Nacht, Zustand vor der Modernisierung (2006)

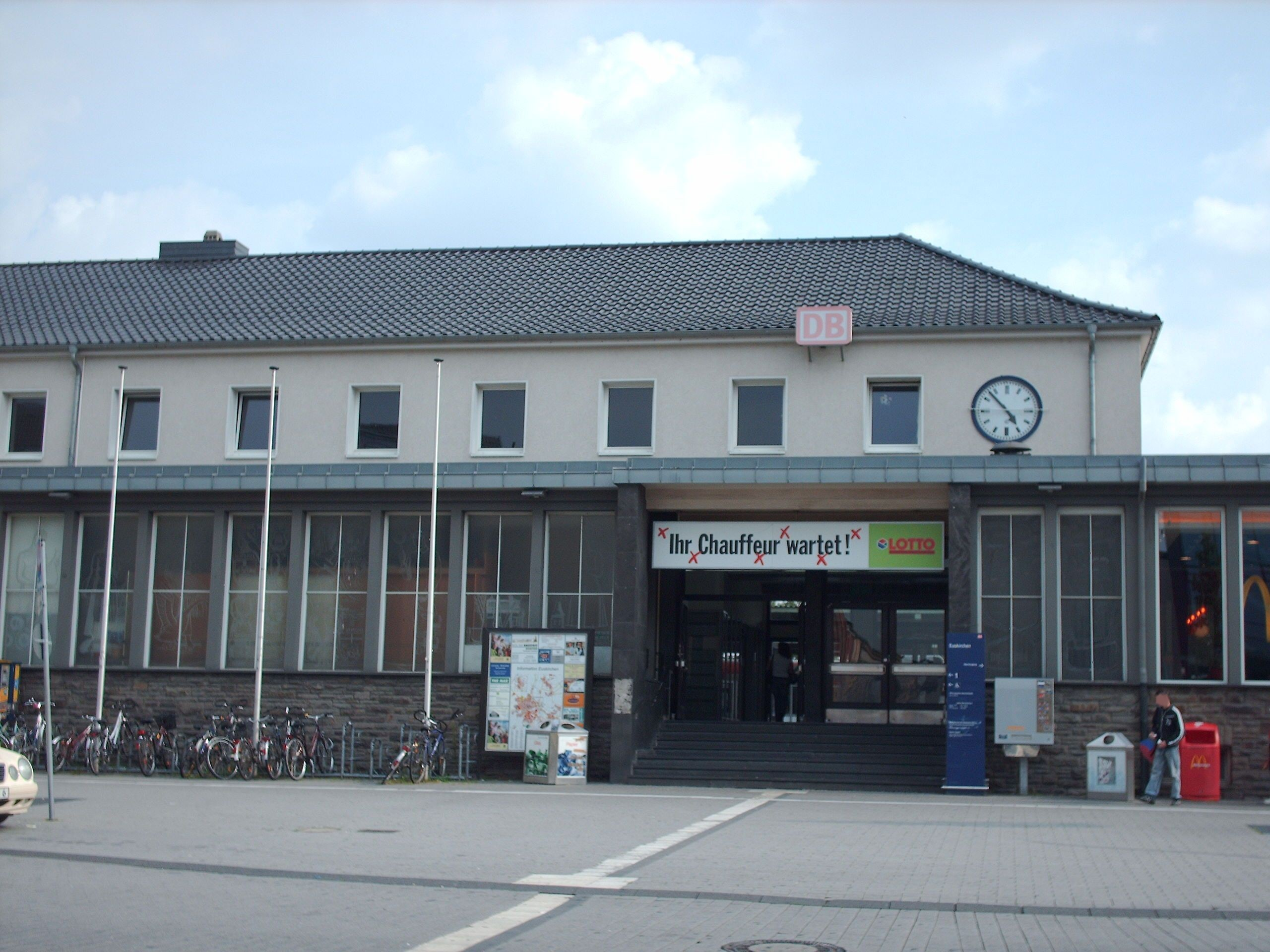
Straßenseitige Ansicht des Empfangsgebäudes

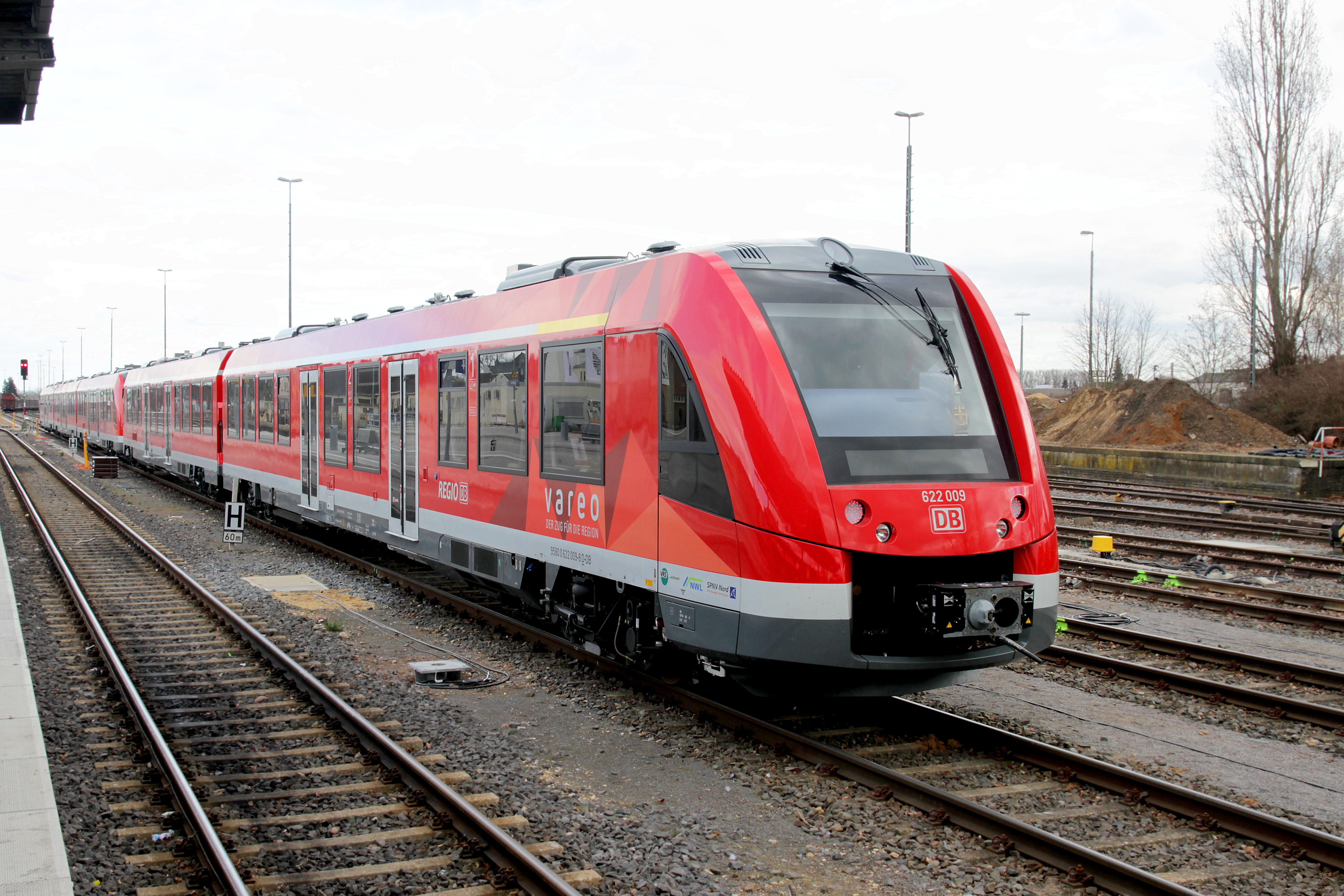
Auf den Strecken um Euskirchen im Einsatz: Triebwagen vom Typ LINT

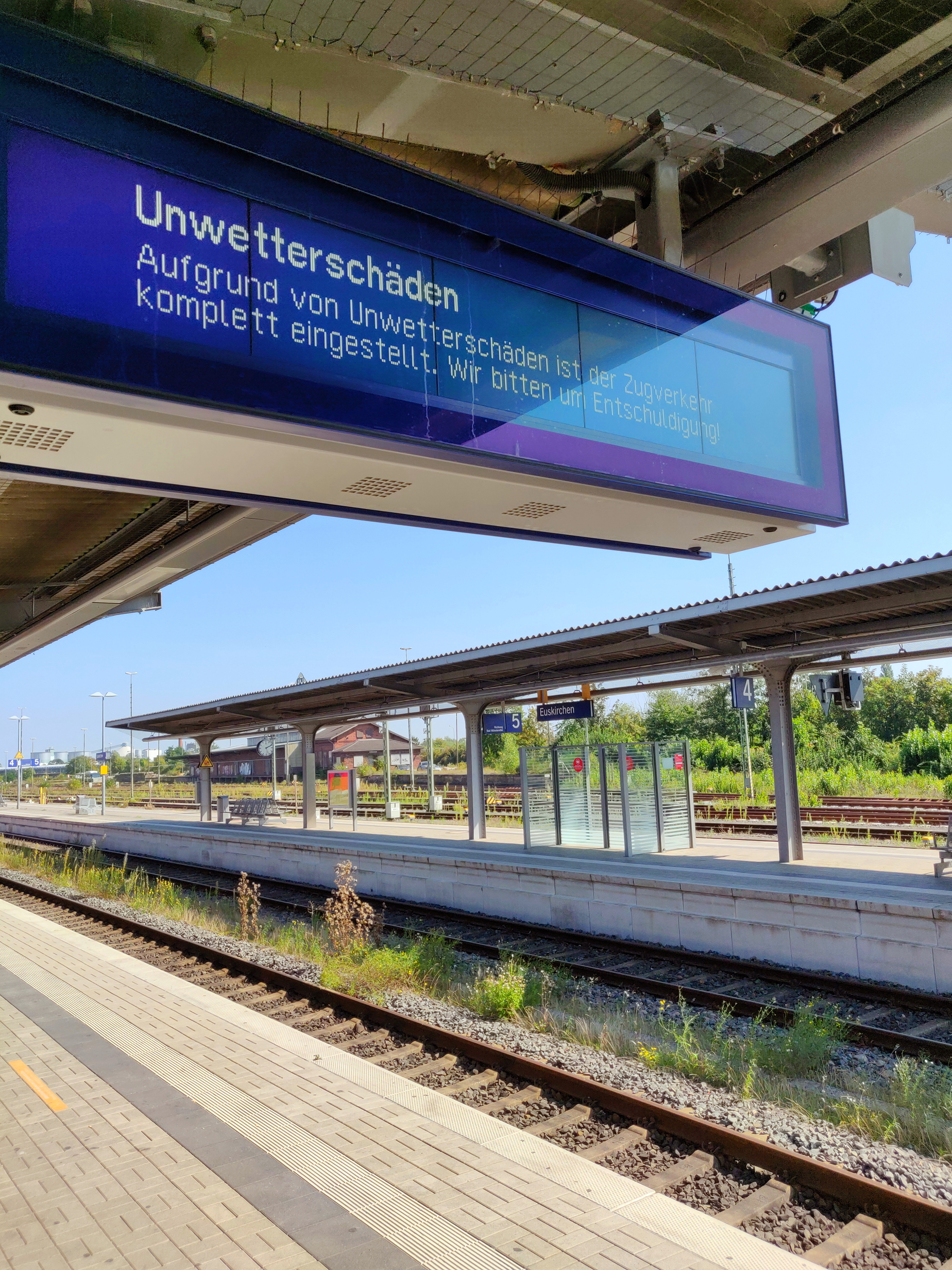
Bahnhof Euskirchen ohne Zugverkehr wegen Unwetterschäden

## Geschichte

### Anfangsjahre
1846 wurde, weit außerhalb des damaligen Stadtzentrums, der erste Bahnhof Euskirchens in einem spätklassizistischen Baustil auf dem Pützberg errichtet. Der Bahnhofsvorplatz galt als Visitenkarte der Stadt. Hier begannen alle Festzüge durch die Stadt. Der Vorplatz wurde als Park geplant und zentrisch auf ein am 24. Mai 1903 errichtetes Kriegerdenkmal zulaufende Grünanlage platziert. Somit entstanden vor dem Empfangsgebäude Rasenflächen, Hecken und Bäume. Da die Verkehrsdichte drastisch zunahm, wurde der Vorplatz oft umgestaltet. Die Bahnanlage wuchs stetig weiter und umfasste einen Wasserturm, Güter- und Lokschuppen, Drehscheibe und fünf Stellwerke.
Im Mai 1928 wurde das Kriegerdenkmal auf den Hindenburgplatz verlegt. In den 1930er Jahren verschwanden allmählich die Bäume und Rasenflächen. Ende 1944 wurde das gesamte Bahnbetriebswerk inklusive Empfangsgebäude bei Bombardierungen durch die Alliierten zerstört.
Eröffnung der Strecken:
- 2. Oktober 1864: Strecke Euskirchen – Düren
- 1871: Strecke Euskirchen – Trier
- 1. Oktober 1875: Strecke Euskirchen – Köln
- 7. Juni 1880: Strecke Euskirchen – Bonn
- 1. Oktober 1890: Strecke Euskirchen – Bad Münstereifel

### Wiederaufbau und Nachkriegszeit
Am 1. August 1945 konnte der Verkehr behelfsmäßig auf der Strecke Aachen – Düren – Euskirchen – Bonn aufgenommen werden. Im Jahre 1956 wurde ein neues Empfangsgebäude an gleicher Stelle errichtet. Die Deutsche Bundesbahn realisierte es in einem sachlichen Baustil, wie er in der Nachkriegszeit üblich war. Der Euskirchener Maler und Grafiker Konrad Schaefer gestaltete die Fensterfassade. Auch der Vorplatz wurde neu gestaltet. So fielen die verbliebenen Bäume, der Charakter eines Parks wurde aufgegeben. Anstelle der Bepflanzung entstanden ab 1956 eine asphaltierte Fläche mit Halteinseln für Omnibusse. Im Zuge der Errichtung eines zentralen Bushofes nahm der Pendlerverkehr wieder zu.

### Ab 1970
Der Bahnhof Euskirchen wurde wieder zu einem bedeutenden Bahnknotenpunkt, da er an den heutigen Kursbuchstrecken 474 und 475 im Netz der Deutschen Bahn AG liegt.
Infolge des hohen Verkehrsaufkommens erhielt der Bahnhof ein neues Zentralstellwerk für umgerechnet rund 2,9 Millionen Euro. Es wurde nach dreijähriger Planung und Bauzeit am 12. Dezember 1973 in Betrieb genommen. Seit den 1990er Jahren befindet sich auf dem Bahnhofsvorplatz ein groß ausgebauter zentraler Busbahnhof. Er verfügt über zwei voll überdachte Steige, die beidseitig bedient werden, und mehrere unbedachte Bussteige, die für Schulbusse vorgesehen sind. Zudem gibt es einen Infopunkt für Reisende, elektronische Anzeigetafeln und einen integrierten Taxiparkplatz.
Der Bahnhof umfasst bis heute 40 Gleise, drei Bahnsteige, das Empfangsgebäude, ein Zentralstellwerk, einen Güterschuppen, ein Ablaufstellwerk sowie eine doppelseitige Ladestraße und mehrere Betriebsgebäude. Das Bahnhofsgelände breitet sich über eine Fläche von 109.241 m² aus und die Anschlüsse zweigen in alle Himmelsrichtungen ab. Im Empfangsgebäude befinden sich Schließfächer, Fahrkartenautomaten, das Reisezentrum der Deutschen Bahn AG, eine Buchhandlung, eine Bäckerei und eine Filiale der Fast-Food-Kette McDonald’s, die seit 2025 dauerhaft geschlossen ist.

### Seit 2008
Nach der Errichtung des Stellwerkes 1973 wurde am Bahnhof Euskirchen, außer am Vorplatz, baulich wenig verändert. Das Empfangsgebäude und die Bahnsteige mit ihrer Unterführung und Überdachung galten im neuen Jahrtausend als veraltet. Deshalb wurde im Frühjahr 2008 bekannt, dass der Bahnhof Teil der „Modernisierungsoffensive für Bahnhöfe in Nordrhein-Westfalen“ der Deutschen Bahn AG wird. Er wurde modernisiert und barrierefrei ausgebaut. Ab Juli 2008 begannen die Vorbereitungen für die Großbaustelle. Auf dem südlich gelegenen Park-and-rail-Platz fielen ca. 100 Fahrzeugstellplätze weg. Teile des westlichen Empfangsgebäudes wurden abgerissen und eine Behelfsbrücke am östlichen Ende der Bahnsteige errichtet. Die alte Unterführung, die Treppen zu den Bahnsteigen und die Bedachung wurden teilweise bis vollständig abgerissen und eine neue 70 m lange und 6 m breite Personenunterführung mit drei Aufzügen und neuen Treppenaufgängen geschaffen. Die Bahnsteige wurden auf 76 cm angehoben. Die Beleuchtung, Lautsprecher sowie das Wegeleitsystem wurden grundlegend erneuert. Das 8,3 Millionen Euro teure Bauprojekt wurde Mitte November 2010 fertig gestellt.
Nach den Bahnsteigarbeiten wurden unabhängig von der „Modernisierungsoffensive“ erste Veränderungen am 1973 errichteten Relaisstellwerk vorgenommen. Der Grund war die geplante Verdichtung des Verkehrs auf der Strecke Bonn–Rheinbach in der Hauptverkehrszeit. Dazu wurde u. a. das Stellwerk modernisiert und ein neues elektronisches Stellwerk u. a. für die Voreifelbahn eingerichtet. Zudem wurde ein neues Zugleitsystem für die Voreifelbahn eingerichtet. Die Maßnahmen wurden bereits im Jahre 2005 von der DB angekündigt, aber wegen Geldmangel bis Ende 2010 zurückgestellt. Bis 2013 wurde das gesamte Bauvorhaben auf der Strecke Bonn–Euskirchen–Bad Münstereifel umgesetzt.
Aufgrund des Hochwassers in West- und Mitteleuropa 2021 wurde der Bahnhof Euskirchen kurzzeitig nicht bedient. Die Züge wurden währenddessen durch Busse ersetzt.

## Ausbau
Im Rahmen der geplanten Reaktivierung der Bördebahn wurde im Bahnhof Euskirchen am Gleis 46 der Bahnsteig reaktiviert und barrierefrei ausgebaut. Der Bahnsteig wurde durch die DB Station & Service bis April 2021 errichtet und anschließend von der Rurtalbahn gepachtet. Die Inbetriebnahme folgte zum 12. Juli 2021. Durch diese Maßnahme muss die Bördebahn im Regelbetrieb nicht mehr die beiden Gleise der Strecke nach Trier kreuzen und kann vollständig vom übrigen Betrieb im Bahnhof Euskirchen entkoppelt werden.

## Gleise
Der Euskirchener Bahnhof besitzt aktuell sechs Bahnsteiggleise:
- Gleis 1 für planmäßig haltende Züge aus Köln in Richtung Kall, Gerolstein oder Trier (Eifelbahn)
- Gleis 2 für planmäßig haltende Züge aus Trier, Gerolstein oder Kall in Richtung Köln (Eifelbahn)
- Gleis 3 für planmäßig haltende Züge aus Bad Münstereifel bzw. aus Bonn wieder zurück in Richtung Bonn (Voreifelbahn) bzw. in der HVZ endende Verstärker aus Richtung Köln (Eifelbahn)
- Gleis 4 für planmäßig haltende Züge in der HVZ nach Bonn (wenn Gleis 3 durch Züge aus Richtung Köln besetzt)
- Gleis 5 für planmäßig haltende Züge aus Bonn in Richtung Bad Münstereifel (Erfttalbahn)
- Gleis 46 (Stumpfgleis) für planmäßig haltende Züge aus und nach Düren (Bördebahn), verlor mit der Bahnhofsmodernisierung 2008 vorübergehend seinen Bahnsteig, wurde jedoch nach einem behindertengerechten Ausbau mit einem Monat Verspätung zum 12. Juli 2021 wieder in Betrieb genommen.[15][16]

## Verkehr
Der Schienenpersonennahverkehr auf Eifelstrecke und Voreifel- und Erfttalbahn wird von DB Regio durchgeführt. Dabei kommen Triebwagen des Typs LINT 54 sowie LINT 81 sowie auf einzelnen Verbindungen Fahrzeuge des Typs Talent zum Einsatz.
Der Schienenpersonennahverkehr auf der Bördebahn wird durch die Rurtalbahn durchgeführt. Dabei kommen Fahrzeuge des Typs Regio-Shuttle zum Einsatz.

### Personenverkehr
Im Schienenpersonennahverkehr wird der Bahnhof aktuell von den folgenden Linien bedient:
| Linie       | Linienverlauf | Taktfrequenz                                       |
| ----------- | --- | -------------------------------------------------- |
| RE 12       | Eifel-Mosel-Express: Köln Messe/Deutz – Köln Hbf – Köln Süd – (Erftstadt – Weilerswist –) Euskirchen (– Mechernich – Kall – Jünkerath – Gerolstein – Bitburg-Erdorf – Trier Hbf) (aufgrund von Hochwasserschäden längerfristig im Schienenersatzverkehr zwischen Kall und Trier Hbf) Stand: Fahrplanwechsel Dezember 2023 | einzelne Zugpaare                                  |
| RE 22 RB 22 | Eifel-Express: Köln Messe/Deutz – Köln Hbf – Köln West – Köln Süd – Erftstadt – Weilerswist – Euskirchen – Mechernich – Kall (Gattungswechsel RE/RB) – Urft (Steinfeld) – Nettersheim – Blankenheim (Wald) – Schmidtheim – Dahlem (Eifel) – Jünkerath – Lissendorf – Oberbettingen-Hillesheim – Gerolstein – Birresborn – Mürlenbach – Densborn – Usch/Zendscheid – St. Thomas – Kyllburg – Bitburg-Erdorf – Hüttingen – Philippsheim – Speicher – Auw an der Kyll – Daufenbach – Kordel – Ehrang – Pfalzel – Trier Hbf (aufgrund von Elektrifizierungsarbeiten wechselnde Abschnitte längerfristig im Schienenersatzverkehr) Stand: 16. Juni 2025 | 60 min                                             |
| RB 23       | Erfttalbahn: ersetzt durch S 23, Wiederinbetriebnahme voraussichtlich im Herbst 2025 Stand: Fahrplanwechsel Dezember 2023 | -                                                  |
| RB 24       | Eifel-Bahn: Köln Messe/Deutz – Köln Hbf – Köln West – Köln Süd – Hürth-Kalscheuren – Brühl-Kierberg – Erftstadt – Weilerswist – Weilerswist-Derkum – Euskirchen-Großbüllesheim – Euskirchen – Satzvey – Mechernich – Scheven – Kall (– Urft (Steinfeld) – Nettersheim – Blankenheim (Wald) – Schmidtheim – Dahlem (Eifel) – Jünkerath – Lissendorf – Oberbettingen-Hillesheim – Gerolstein) Stand: 16. Juni 2025 | 60 min (Köln–Kall) einzelne Züge (Kall–Gerolstein) |
| RB 28       | Eifel-Bördebahn: Euskirchen – Nemmenich – Zülpich – Vettweiß – Vettweiß-Jakobwüllesheim – Nörvenich-Rommelsheim – Nörvenich-Binsfeld – Düren Stand: Fahrplanwechsel Dezember 2022 | 60 min                                             |
| S 23        | Bonn Hbf – Bonn-Endenich Nord – Bonn Helmholtzstraße – Bonn-Duisdorf – Alfter-Impekoven – Alfter-Witterschlick – (Meckenheim Kottenforst –)* Meckenheim Industriepark – Meckenheim (Bz Köln) – Rheinbach Römerkanal – Rheinbach – Swisttal-Odendorf – Euskirchen-Kuchenheim – Euskirchen ab Euskirchen stündlich Anschluss auf SEV der RB 23 bis Bad Münstereifel; * Züge halten in Kottenforst nur stündlich und nur am Wochenende sowie an Feiertagen bei Bedarf Stand: Fahrplanwechsel Dezember 2023 | 30 min                                             |

Am Busbahnhof vor dem Empfangsgebäude bestehen vielfältige Umsteigemöglichkeiten zu den Stadtbuslinien der SVE sowie zu den Regionalbuslinien der RVK. Des Weiteren sorgt neben der Bördebahn auch eine AVV-Buslinie des Rurtalbus für Verbindung in Richtung Zülpich und Düren.
| Linie | Betreiber | Verlauf |
| ----- | --------- | --- |
| 298   | Rurtalbus | Düren Bf/ZOB – StadtCenter – Gneisenaustraße – Binsfeld – Rommelsheim – Bubenheim – Jakobwüllesheim – Vettweiß – Froitzheim – (Ginnick ← Embken ← Juntersdorf ←) Füssenich – Geich – Zülpich Post – (Zülpich Bf –) Zülpich Frankengraben – (Adenauerpl./Schulzentr. –) (Nemmenich –) Ülpenich – (Enzen –) Dürscheven – Elsig – Euenheim – Euskirchen Berufskolleg – Euskirchen Bf |
| 731   | SVE       | Schülerverkehr Euskirchen: Dom-Esch – Kleinbüllesheim – Großbüllesheim – Wüschheim – Kessenich – Euskirchen |
| 732   | SVE       | Schülerverkehr Euskirchen: Stotzheim – Roitzheim – Euskirchen-Südstadt – Euskirchen |
| 733   | SVE       | Schülerverkehr Euskirchen: Wißkirchen – Euenheim / (Oberwichterich → Frauenberg →) Elsig (← Frauenberg ← Oberwichterich) – Euskirchen |
| 801   | RVK       | Euskirchen Bf – Billig – Rheder – Kreuzweingarten – Kirspenich – Arloff Bf – Kalkar – Iversheim Bf – Bad Münstereifel Gewerbegeb./Ärzteh. – Bad Münstereifel Bf |
| 802   | RVK       | Euskirchen Bf – Kuchenheim – Palmersheim – Flamersheim – Schweinheim – Queckenberg – Rheinbach (/← Scheuren ← Maulbach ← Eichen ← Lanzerath ← Houverath ← Limbach ← Wald) |
| 806   | RVK       | Euskirchen Bf – Kleinbüllesheim – Dom-Esch – (Neukirchen – Müggenhausen – Metternich) / (Mömerzheim – Ollheim – Straßfeld – Heimerzheim) |
| 807   | RVK       | Euskirchen Bf – Frauenberg – Oberwichterich / (← Oberelvenich ← Rövenich ← Niederelvenich) – Wichterich – Mülheim – Niederberg – Borr – (Scheuren ← Weiler in der Ebene ← Erp ←) Friesheim – Ahrem – Lechenich – Frauenthal – Liblar – Erftstadt Bf |
| 808   | RVK       | Euskirchen Bf – Euenheim – Wißkirchen – Obergartzem – Firmenich – Schaven – Kommern – (Kommern-Süd –) Mechernich Stiftsweg – Mechernich Bf (– Roggendorf – Denrath – Kalenberg – Wallenthal – Wallenthalerhöhe – Kall Bf) |
| 809   | RVK       | MiKE (außer im Schülerverkehr): (Euskirchen – Billig – Kreuzweingarten) Antweiler – Wachendorf – Lessenich – Rißdorf – Lessenich – Satzvey Bf – Katzvey – (Kommern-Süd – Kommern –) Mechernich Stiftsweg – Mechernich Bf |
| 810   | RVK       | Euskirchen Bf – Euenheim – Wißkirchen – Enzen – (Linzenich – Lövenich – Sinzenich –) Schwerfen |
| 860   | SVE       | Euskirchen Bf – Lindenweg – Marienhospital – Euskirchen Bf (Ringverkehr) |
| 865   | SVE       | Euskirchen Bf – Frauenberg – Oberwichterich |
| 866   | SVE       | Euskirchen Bf – IPAS |
| 869   | RVK       | Euskirchen Bf – Kessenich – Bodenheim – Lommersum – Derkum Bf |
| 870   | SVE       | Euskirchen Bf – Wüschheim – Großbüllesheim – Kleinbüllesheim – Weidesheim – Kuchenheim Bf – Kuchenheim Markt – Palmersheim – Flamersheim – Kirchheim – (Steinbachtalsperre –) Niederkastenholz – Stotzheim – Roitzheim – Euskirchen Bf (Ringverkehr) |
| 871   | SVE       | Rudolf-Diesel-Straße – Euskirchen Bf – Euskirchen, Memelstr. |
| 872   | SVE       | Kessenich – Euskirchen Bf – (Euskirchener Heide –) Euskirchen, Theodor-Körner-Str. |
| 873   | SVE       | Euskirchen Bf – Roitzheim – Stotzheim – Niederkastenholz – (Flamersheim – Schweinheim) / (Kirchheim – Steinbachtalsperre) |
| 874   | SVE       | Euskirchen Bf – Kuchenheim – Palmersheim – Flamersheim – Kirchheim |
| 875   | SVE       | Euskirchen Bf – Kleinbüllesheim – Großbüllesheim – Wüschheim |
| 876   | SVE       | Euskirchen Bf – Kuchenheim – Weidesheim – Dom-Esch |
| 877   | SVE       | Euskirchen Bf – Billig – Rheder – Kreuzweingarten (– Bad Münstereifel Bf) |
| 878   | SVE       | Euskirchen Bf – Euenheim – Wißkirchen (– Mechernich Stiftsweg – Mechernich Bf – Kall Bf) |
| 985   | RVK       | Euskirchen Bf – Wüschheim – Ottenheim – Derkum – Hausweiler – Großvernich – Weilerswist Bf – Brühl Mitte (Stadtbahn) |

### Güterverkehr

Bahnhof Euskirchen 1968 noch mit Drehscheibe und Resten des Rundlokschuppens

Euskirchen 1970, nun mit Außenbogenweichen im Bereich des Güterbahnhofs

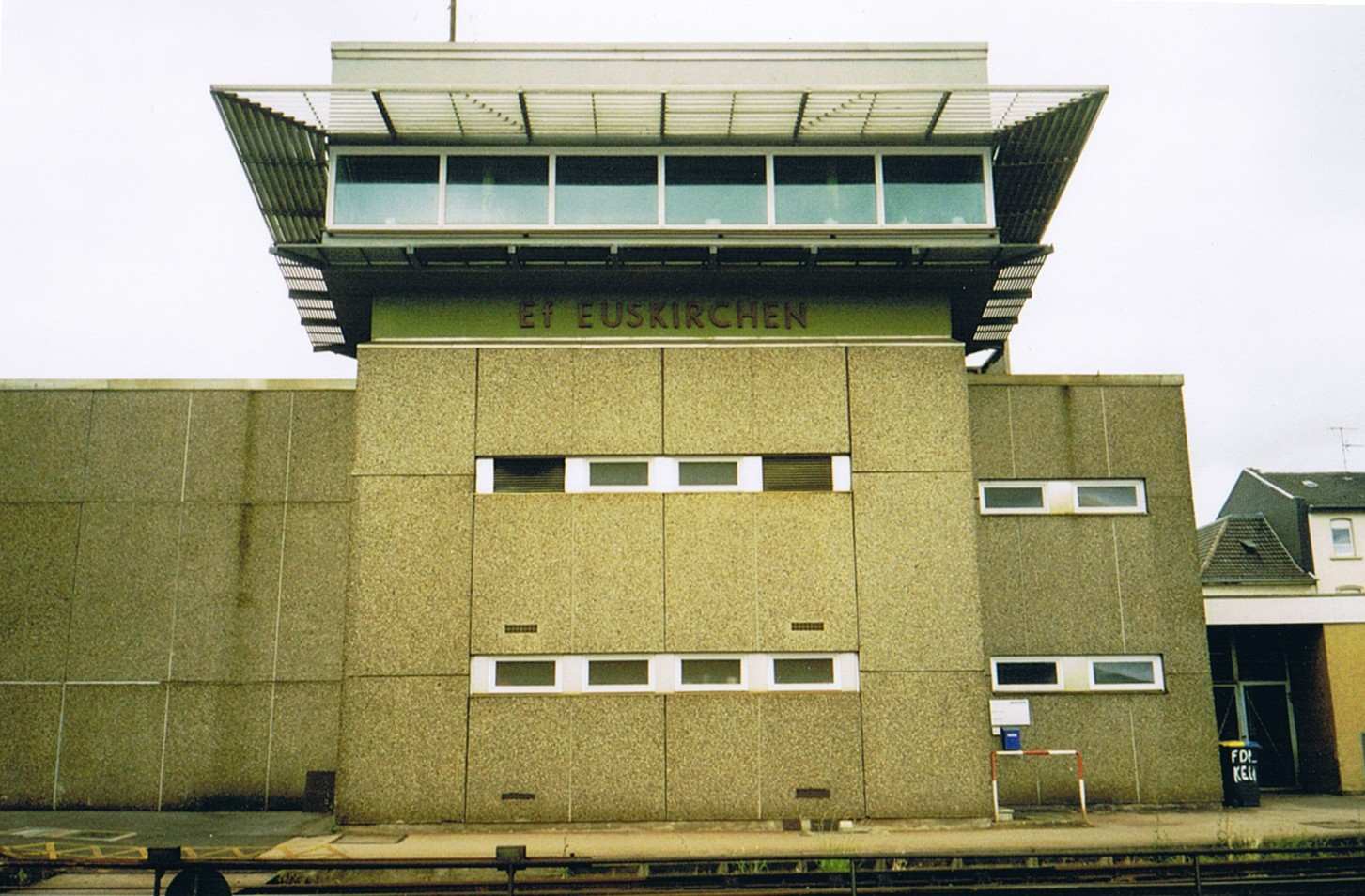
Stellwerk Euskirchen (2006)

Güterbahnhof Euskirchen mit Lagerhalle im Hintergrund (2006)

Vor 1945 bestand die gesamte Bahnanlage aus einem Wasserturm, einem Güter- und Lokschuppen, einer Drehscheibe und fünf Stellwerken.
Heute besteht der Euskirchener Rangierbahnhof aus einem Güterschuppen, der beidseitig von Gleisen umgeben ist, einem Elektronischem Stellwerk, einem Lokschuppen, einer Diesel-Betankungsanlage, einem Entsorgungsgleis und einem Ablaufberg für die Vereinfachung der Zugzusammenstellung. Bis zur Inbetriebnahme des ESTW wurde der Bahnhof aus dem Hochbaustellwerk (Relaisstellwerk) gesteuert, welches rund um die Uhr mit mindestens einem Fahrdienstleiter besetzt war. 
Man kann den Güterbahnhof als potenziellen bzw. ehemaligen Umschlagbahnhof bezeichnen, ein wichtiger Zweig war die Holzverladung von Güterwagen auf Lkw (das Holz stammt meist aus der Eifel). Die Verladeanlagen werden nicht mehr benutzt, sind aber noch voll erhalten. Weiterhin wurde auf dem Güterbahnhof zeitweise ein wöchentlich (montags, mittwochs und freitags) verkehrender Güterzug der Mülldeponie Strempt auf ein Wartegleis geleitet. Der ansässige Konzern Procter & Gamble besitzt einen Gleisanschluss im Bahnhofsbereich Derkum. Von diesem Anschluss wurden mehrmals täglich Wagen abgeholt und im Euskirchener Güterbahnhof gesammelt. Heute werden diese Verkehre mit direkten Ganzzügen von Gremberg abgewickelt (Verkehrstage Mo–Fr). Auch die ansässige Zuckerfabrik Pfeifer & Langen, deren Gleisanschluss direkt hinter dem Ablaufberg liegt, wurde wöchentlich mit Kohlewagen und Zuckerrübenwagen bedient.
Bis zur Schließung des Truppenübungsplatzes Vogelsang im Nationalpark Eifel wurden monatlich Panzerzüge im Euskirchener Güterbahnhof auf Wartegleise geleitet, wo sie warten mussten, bis sie nach Höddelbusch weiterfahren konnten. Auf der Bördebahn wird wöchentlich die Papierfabrik Zülpich bedient. Diese Verkehre werden aber über Düren abgewickelt. Zudem kam es vor, dass Autozüge von einem Lagerplatz bei Vettweiß über die Bördebahn nach Euskirchen fahren und dort auf Wartegleise umgeleitet werden, um dort in manchen Fällen Tage zu verweilen. Bis vor 2013 wurde noch der Stadtanschluss zweimal täglich bedient, an dem zum Beispiel große Firmen wie Miele liegen. Somit wurden im Güterverkehr durchschnittlich bis zu 220 Wagen pro Tag behandelt.
Der Güterbahnhof beherbergte zwei schwere Funkloks der Baureihe 294. Zudem fanden sich auch oft Lokomotiven von privaten Eisenbahngesellschaften auf Abstellgleisen des Betriebswerkes wieder.
Die meisten Zugeinheiten, die im Güterbahnhof zusammengestellt wurden, wurden in der Regel nach Köln-Gremberg überstellt.
Heute (Stand 2023) verkehren in Euskirchen in der Regel keine Güterzüge mehr. Alle Anlagen sind zwar noch erhalten, sie werden aber meist von Bauzügen, Lokleerfahrten oder zum Abstellen von Personenzügen genutzt. In der Nacht vom 18. auf den 19. September 2020 fand wieder ein Rübentransport zwischen Binsfeld und Euskirchen statt.